# سوزان استیونسن
سوزان نان استیونسُن سفیر ایالات متحده در گینه استوایی است. وی در تاریخ ۱۳ سپتامبر ۲۰۱۸ توسط رئیس‌جمهور دونالد ترامپ نامزد و در تاریخ ۲ ژانویه سال ۲۰۱۹ به عنوان سفیر آمریکا در جمهوری گینه استوایی منصوب شد.

## سنین جوانی و تحصیل
استیونسون دو مدرک لیسانس مدیریت چند ملیتی و فرانسه را از مدرسه وارتون، دانشگاه پنسیلوانیا کسب کرد. او می‌تواند به زبان‌های چینی ماندارین، فرانسوی، اسپانیایی و تایلندی صحبت کند.

## حرفه
در اوایل دوران کاری خود، استیونسن در مدیریت محصولات برای شرکت کیلوگ کار می‌کرد؛ از جمله به عنوان مدیر برند گروه غلات کودکان در فرانسه.
استیونسن در سال ۱۹۹۲ به خدمات خارجی (United States Foreign Service) پیوست. ماموریت‌های بین‌المللی وی شامل پکن، هنگ کنگ، مکزیکو سیتی و بانکوک بوده‌است. وی از سال ۲۰۱۰ تا ۲۰۱۲ به عنوان سرکنسول عمومی ایالات متحده در چیانگ مای، تایلند خدمت کرده‌است. استیونسن از سال ۲۰۱۲ تا ۲۰۱۴ در پست‌های ارشد برای دفتر امور آسیای شرقی و اقیانوس آرام و از سال ۲۰۱۴ تا ۲۰۱۶ در پست‌های ارشد برای معاون وزارت امور خارجه در امور عمومی و دیپلماسی عمومی، خدمت کرد. وی سپس به عنوان معاون اصلی معاون وزیر در دفتر روابط عمومی وزارت امور خارجه مشغول به کار شد.